# Assassin’s Creed Syndicate
Assassin’s Creed Syndicate (рус. Кредо ассасина: Синдикат, в русской локализации — Assassin’s Creed Синдикат) — компьютерная игра в жанре action-adventure, девятая в серии Assassin’s Creed, разработанная компанией Ubisoft Quebec и выпущенная компанией Ubisoft. Выход игры состоялся 23 октября 2015 года на платформах PlayStation 4 и Xbox One и 19 ноября 2015 года на PC (Windows).
Действия игры разворачиваются во времена Промышленной революции в викторианском Лондоне 1868 года.

## Сюжет
В 2015 году Шон и Ребекка проникают в Лондон в один из офисов «Абстерго», где устанавливают жучки. В то же время они находят информацию о том, что Абстерго просматривает жизнь британских Ассасинов Джейкоба и Иви Фрай, в надежде на то, что они спрятали где-то в Лондоне Плащаницу Эдема.
Во время проникновения в другой офис, они встречают Изабель Ардан, и попадают в засаду. Их встречает Отсо Берг и Вайолетт да Коста. Отвлекая тамплиеров взрывом, Шон и Ребекка сбегают. После этого происшествия они по приказу Епископа отсиживаются в укрытии.
После того как Посвящённый собрал информацию о Джейкобе и Иви Фрай, и узнали местонахождение Плащаницы, они отправляются в Букингемский дворец. Втроём они обнаруживают группу «Сигма», которая раньше них нашла Плащаницу. Не находя другого выхода, они вступают с ними в схватку. В результате которой Шон нейтрализует Изабель Ардан шокер-клинком, Галина почти нейтрализовала Берга, но на помощь пришёл дополнительный отряд. Ребекка пострадала от выстрела да Косты, прикрывая Шона. Вместе они уходят, так и не взяв с собой Плащаницу.
В центре сюжета прошлого находятся ассасины-близнецы Джейкоб и Иви Фрай, которые прибывают в Лондон, чтобы освободить город от власти тамплиеров. Для этого Джейкоб основывает собственную уличную банду под названием «Грачи» и начинает борьбу с «Висельниками», бандой, контролируемой тамплиерами. В то же время Иви и глава ячейки ассасинов в Лондоне Генри Грин пытаются найти «Плащаницу Эдема», ещё один артефакт Предтеч, которую также хочет заполучить великий магистр Ордена тамплиеров Кроуфорд Старрик. По ходу игры главные герои встретят множество исторических личностей таких как: Чарльз Диккенс, Александр Грейам Белл, Чарльз Дарвин, Карл Маркс, Флоренс Найтингейл, Артур Конан Дойл, Бенджамин Дизраэли, Королева Виктория.

## Разработка
3 декабря 2014 года на развлекательном портале Kotaku были выложены несколько скриншотов из ранней версии игры.
7 мая 2015 года компания Ubisoft загрузила на свой официальный канал в YouTube тизер-видеоролик, в котором было упомянуто что анонс нового Assassin’s Creed состоится 12 мая, 19:00 по московскому времени. Также стало известно, что игра сменила название: с Assassin’s Creed Victory на Assassin’s Creed Syndicate.
В отличие от предыдущих частей, в Assassin’s Creed Syndicate не будет многопользовательского режима, что подтвердил директор Ubisoft Ив Гиймо.

## Варианты издания
13 мая 2015 года были анонсированы пять вариантов издания игры.
| Игра                                               | Да             | Да  | Да  | Да  | Да  |
| Коллекционная коробка                              | Нет            | Нет | Да  | Да  | Да  |
| Официальный саундтрек                              | Нет            | Нет | Да  | Да  | Да  |
| Артбук                                             | Нет            | Нет | Да  | Да  | Да  |
| Фигурка Джейкоба (26 см)                           | Нет            | Нет | Нет | Да  | Нет |
| Фигурка Джейкоба (30 см)                           | Нет            | Нет | Нет | Нет | Да  |
| Двухсторонний плакат с картой Лондона              | Нет            | Нет | Да  | Да  | Да  |
| Уникальный стилбук                                 | Нет            | Нет | Нет | Нет | Да  |
| Эксклюзивная фляжка                                | Нет            | Нет | Нет | Нет | Да  |
| Эксклюзивная номерная литография                   | Нет            | Нет | Нет | Нет | Да  |
| Цифровой контент                                   |                |     |     |     |     |
| Дополнительная миссия «Заговор Дарвина и Диккенса» | Да (предзаказ) | Да  | Да  | Да  | Да  |
| Дополнительная миссия «Неуправляемый поезд»        | Нет            | Нет | Да  | Да  | Да  |
| Эксклюзивный костюм "Бейкер-стрит"                 | Нет            | Да  | Нет | Нет | Нет |
| Season pass                                        | Нет            | Да  | Нет | Нет | Да  |

## Дополнительный загружаемый контент
- «Стимпанк» (Steampunk Pack) — включает костюм для Джейкоба в стиле стимпанк, три вида оружия и два предмета снаряжения (доступно для игроков 7-го уровня и выше). Данный контент стал доступен одновременно с выходом игры.
- «Стимпанк для Иви» (Steampunk Outfit for Evie) — включает костюм для Иви в стиле стимпанк, три вида оружия и два предмета снаряжения (доступно для игроков 7-го уровня и выше). Данный контент стал доступен одновременно с выходом игры.
- «Викторианские легенды» (Victorian Legends pack) — включает костюм для Иви в викторианском стиле, три вида оружия и два предмета снаряжения (доступно для игроков 7-го уровня и выше). Данный контент стал доступен одновременно с выходом игры.
- «Викторианские легенды для Джейкоба» (Victorian Legends Outfit for Jacob) — включает костюм для Джейкоба в викторианском стиле, три вида оружия и два предмета снаряжения (доступно для игроков 7-го уровня и выше). Данный контент стал доступен одновременно с выходом игры.
- «Абонемент» (Season Pass) — 22 декабря 2015 года вышел традиционный для Steam абонемент, который включает доступ к разнообразному дополнительному контенту и уникальным бонусам:
  - новая кампания «Джек-потрошитель»;
  - эксклюзивная миссия «Долгая ночь», в которой Джейкоб спасает члена банды и помогает ему добраться до укрытия в быстрой и опасной гонке;
  - набор из 10 заданий «Последний махараджа»;
  - набор «Улицы Лондона»;
  - два комплекта снаряжения и оружия высокого уровня (включая костюмы для Джейкоба и Иви в викторианском стиле и стиле стимпанк);
  - усиление опыта;
  - 500 кредитов Helix для покупки дополнительного контента.
- «Джек-потрошитель» (Jack The Ripper) — новая кампания, действие в которой происходит в 1888 году в Уайтчепеле, спустя 20 лет после событий основной игры. Главный герой — мастер-ассасин, вернувшийся в Лондон после двадцати лет работы на индийское Братство. Ему предстоит сразиться с самым известным серийным убийцей в истории — Джеком-потрошителем и спасти Братство ассасинов. Дополнение вышло 22 декабря 2015 года.
- «Улицы Лондона» (Streets of London Pack) — включает 2 дополнительных задания: «Заговор Дарвина и Диккенса», в котором предстоит проникнуть в святые святых самых влиятельных людей Лондона, и «Неудержимый», в котором придётся найти и починить все поломки в поезде, который мчится на безумной скорости. Кроме этого, в дополнение входит набор предметов для Джейкоба и Иви: 13 видов оружия, 6 элементов снаряжения и 3 костюма. Дополнение вышло 19 января 2016 года.
- «Последний махараджа» (The Last Maharaja) — включает 10 дополнительных заданий на улицах Лондона, связанных одним сюжетом: Джейкобу и Иви необходимо помочь Далипу Сингху вернуть законный титул махараджи. Придётся противостоять тамплиерам, а также сохранить хорошие отношения с королевой. Дополнение вышло 1 марта 2016 года.
- «Ужасные преступления» (The Dreadful Crimes) — включает 10 дополнительных заданий на улицах Лондона. Действие происходит в 1868 году. В Лондоне происходят загадочные и пугающие события. Союзником Джейкоба и Иви станет юный Артур Конан Дойл. После выполнения 5 заданий разблокируется плащ для Иви и пояс для Джейкоба, а награда за 10 заданий — трость-клинок. Дополнение вышло 12 апреля 2016 года. Данное дополнение не входит в «Абонемент» (Season Pass).

## Отзывы
| Сводный рейтинг       | Сводный рейтинг                           |
| Агрегатор             | Оценка                                    |
| --------------------- | ----------------------------------------- |
| GameRankings          | (XONE) 82,27 % (PS4) 77,80 % (PC) 70,20 % |
| Metacritic            | (XONE) 78/100 (PS4) 76/100 (PC) 74/100    |
| Иноязычные издания    |                                           |
| Издание               | Оценка                                    |
| Destructoid           | 7,5/10                                    |
| EGM                   | 8,5/10                                    |
| Game Informer         | 9/10                                      |
| GameRevolution        | [ 25 ]                                    |
| GameSpot              | 9/10                                      |
| GamesRadar+           | [ 27 ]                                    |
| IGN                   | 8,2/10                                    |
| PC Gamer (US)         | 66/100                                    |
| Polygon               | 8,5/10                                    |
| VideoGamer            | 5/10                                      |
| Русскоязычные издания |                                           |
| Издание               | Оценка                                    |
| 3DNews                | 8/10                                      |
| «IGN Россия»          | 8,5/10                                    |
| PlayGround.ru         | 7/10                                      |
| Riot Pixels           | 70 %                                      |
| StopGame.ru           | Проходняк                                 |
| «Игромания»           | 7/10                                      |
| «Игры Mail.ru»        | 8,5/10                                    |
| «Канобу»              | 8/10                                      |